# Olga Hepnarová
Olga Hepnarová (ur. 30 czerwca 1951 w Pradze, zm. 12 marca 1975 tamże – więzienie Pankrác) – czechosłowacka masowa morderczyni, która wjechała ciężarówką w przechodniów, zabijając osiem osób. Ostatnia kobieta skazana w Czechosłowacji na karę śmierci.

## Dzieciństwo
Olga pochodziła z bogatej rodziny, ojciec był urzędnikiem bankowym, matka wziętą dentystką. Rodzice, mówiła Olga w czasie późniejszego procesu, traktowali ją gorzej niż siostrę; Olga mówiła o sobie „ludzki podnóżek”, Prügelknabe, otloukánek (chłopiec do bicia, kozioł ofiarny), popychadło. W liście do mediów napisała: „Mam przezwiska: Smoczyca (bo musiałam walczyć ze wszystkimi), Mumia, Tarzan, Połamany Anioł, Kamienny Kwiatek, Śpiąca Panna”.
W wieku 13 lat (15 czerwca 1964) próbowała popełnić samobójstwo. Następnie dziewczyna była leczona psychiatrycznie w zamkniętym zakładzie w Oparzanach; próbowała stamtąd uciec. Złapana przez sanitariuszy szpitala była maltretowana. Została też pobita do krwi przez kilka agresywnych pacjentek szpitala. W aktach medycznych nie odnotowano u niej choroby psychicznej. Lekarze uznali ją za zdrową, a seksuolodzy orzekli, że jej seksualność nie plasuje się ani jako homo-, ani jako heteroseksualna. Była postrzegana jako chłopczyca. W wieku 14 lat paliła 5 papierosów dziennie.
W czasie późniejszych przesłuchań Olga przyznała się do podpalenia domku letniskowego rodziców w Zábrodí w 1970. Intencją były zemsta na ojcu i przerwanie kłótni rodziców.

## Dorosłe życie
Po skończeniu szkoły podstawowej przez cztery lata przyuczała się do zawodu artystycznej introligatorki. Za pierwszym razem zdała egzamin na prawo jazdy.
Szybko wyprowadziła się z domu, jeszcze jako nastolatka zaczęła żyć na własny rachunek. Odwiedzana przez kochanki nie potrafiła zbudować stałej relacji. Zdaniem Petra Kazdy mogło być to spowodowane zespołem Aspergera. Lubiła czytać Jeana-Paula Sartre'a, Alberta Camusa, Franza Kafkę, Freuda, Nezvala, Rilkego. Z pomocą matki kupiła w 1971 ziemię w Olešku.
Zatrudniła się jako kierowca w Zakładach Transportowych Poczt i Telekomunikacji, następnie przeszła do komunikacji miejskiej.
Na początku roku 1973 sprzedała swoją chatkę i zamieszkała w hotelu robotniczym w Pradze. W ostatnich miesiącach przed morderstwem Olga zaprzyjaźniła się z Miroslavem Davidem. Jego zdaniem „Olga strasznie chciała żyć cicho jak myszka, ale impertynencja świata sprawiła, że było inaczej. Kiedy nie mogła spełnić pragnienia, by żyć, zapragnęła zabijać”.
Wykluczenie ze społeczeństwa sprawiło, że Olga chciała się na nim zemścić. Na początku planowała wspiąć się na którąś z wysokich budowli na placu Wacława i strzelać do ludzi. Myślała też o doprowadzeniu do wykolejenia pociągu. Nie miała jednak możliwości, by tego dokonać.

## Zbrodnia
Kupiła od studenta medycyny ludzką czaszkę, którą woziła na desce rozdzielczej. Do środka wkładała zapaloną świeczkę. Matka pomogła jej wstawić do czaszki ludzkie zęby, do czego przyznała się w czasie procesu. 9 lipca 1973 roku zepchnęła swojego trabanta ze zbocza koło Oleška, następnego dnia wypożyczyła samochód marki Praga RN. Wysłała dwa listy do redakcji pism „Svobodné slovo” i „Mlady svět”, napisane dwa dni wcześniej: 

Proszę, żebyście przyjęli ten list jako dokument. Oto moja spowiedź. Ja, Olga Hepnarová, ofiara waszego bestialstwa, skazuję was na karę śmierci przez przejechanie, a ogłaszam, że za moje życie jest X ludzi mało. Acta non verba.

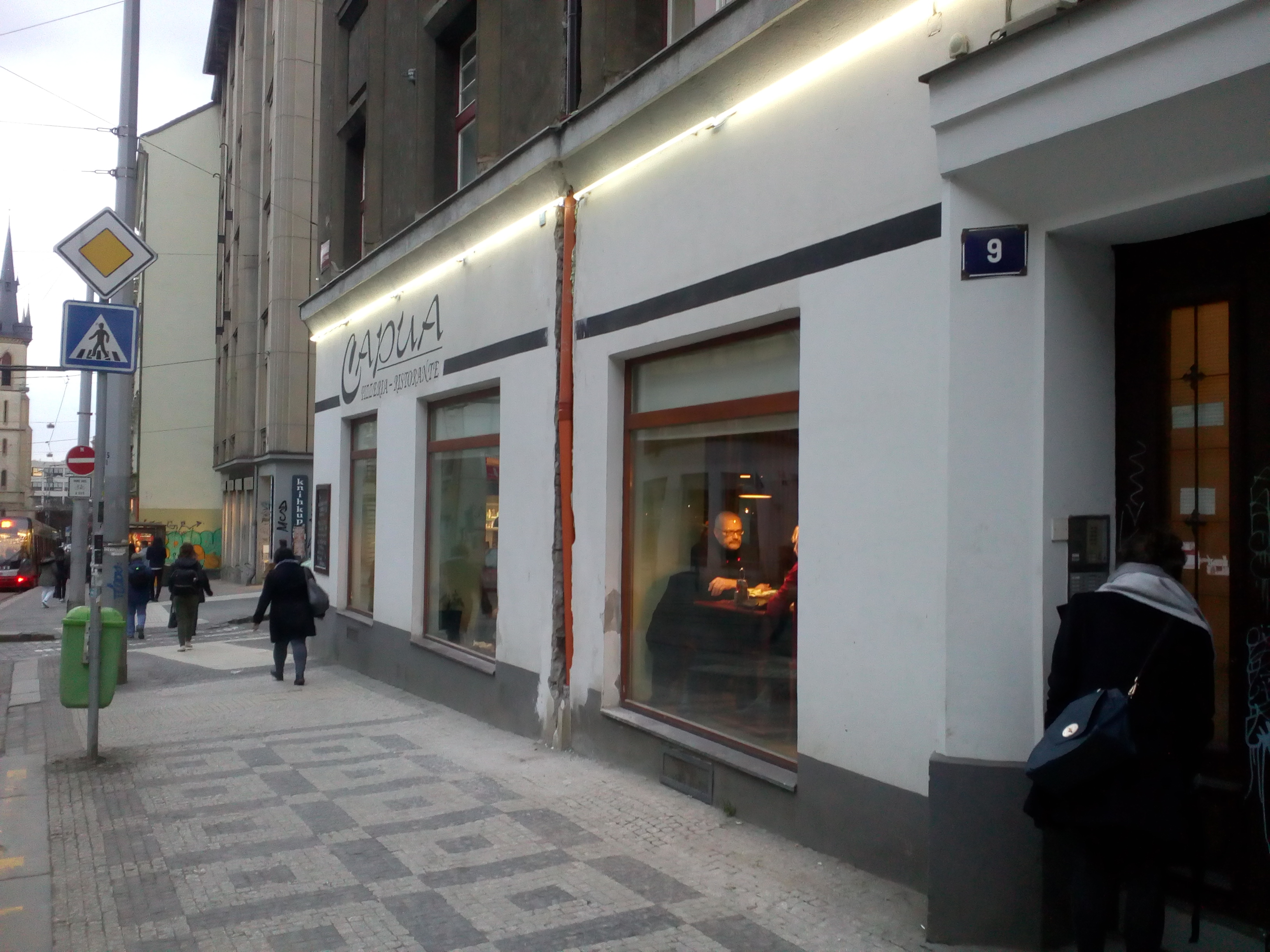
Ulica Milady Horákové 9 (dawniej Obránců míru) w Pradze – miejsce, w którym doszło do tragedii

10 lipca 1973 celowo wjechała ciężarówką marki Praga RN w grupę ludzi stojących na przystanku tramwajowym w praskich Holešovicach, zabijając 8 osób (3 osoby zginęły na miejscu, 5 zmarło w wyniku obrażeń) i raniąc 12 kolejnych – przy ulicy Obrońców Pokoju na przystanku było około 30 osób. Nie próbowała uciec z miejsca zdarzenia, funkcjonariuszowi, który pierwszy dotarł na miejsce, powiedziała, że czynu dokonała z rozmysłem. Badanie krwi nie wykazało obecności alkoholu i narkotyków.

## Proces
Proces trwał pięć dni. Twierdziła, że gdyby było to możliwe, powtórzyłaby swój czyn, żałowała, że ofiar nie było więcej. W czasie procesu oświadczyła, że wrogość do społeczeństwa wynikała z powodu jej niezrozumienia. Początkowo uważano, że Olga może być związana z antykomunistycznym ruchem, który próbuje pokazać słabość systemu. Ta możliwość została jednak wykluczona. Lekarze ocenili jej inteligencję jako ponadprzeciętną.
Uznana za zdrową psychicznie została 6 kwietnia 1974 skazana na karę śmierci i powieszona 12 marca 1975 w więzieniu na Pankrácu po odmowie ułaskawienia przez premiera Lubomíra Štrougala, który zastępował chorego prezydenta Ludvika Svobodę. Nie odwoływała się od wyroku; zrobiła to jej matka, lecz prośba została rozpatrzona negatywnie. Na krótko przed wykonaniem wyroku zaczęła mówić, że Olga Hepnarová umarła, a ona nazywa się Sandy Winiferowá.

## Film
W 2016 Tomáš Weinreb i Petr Kazda zrealizowali czesko-polski film Ja, Olga Hepnarová z Michaliną Olszańską w roli głównej, opowiadający o jej losach.